# Skautafélag Akureyrar
Skautafélag Akureyrar – islandzki klub hokejowy z siedzibą w Akureyri.

## Sukcesy
- Złoty medal mistrzostw Islandii (19 razy): 1992, 1993, 1994, 1995, 1996, 1997, 1998, 2001, 2002, 2003, 2004, 2005, 2008, 2010, 2011, 2013, 2014, 2015, 2016

## Zawodnicy

### Kadra w sezonie 2017–18
Na podstawie materiału źródłowego:
| Bramkarze: - Jakob Johannesson - Tim Noting-Sköld - Robert Steingrimsson Obrońcy: - Gunnar Arason - Orri Blöndal - Björn Jakobsson - Ingvar T. Jonsson - Sigurdur Thorsteinsson - Elvar Jonsteinsson |  | Napastnicy: - Jon Adalsteinsson - Kristján Árnason - Jon B. Gislason - Einar K. Grant - Bjartur Gunnarsson - Hilmar Leifsson - Johann Leifsson - Andri M. Mikaelsson - Bart Moran - Runar F. Runarsson - Sigurdur S. Sigurdsson - Petur Sigurdsson - Jussi Sipponen - Matthias Stefansson - Jordan Steger |